# Azerbajdzsán az 1996. évi nyári olimpiai játékokon
Azerbajdzsán az egyesült államokbeli Atlantában megrendezett 1996. évi nyári olimpiai játékok egyik részt vevő nemzete volt. Az országot az olimpián 9 sportágban 23 sportoló képviselte, akik összesen 1 érmet szereztek. Azerbajdzsán önállóan először vett részt az olimpiai játékokon, és a birkózó Namiq Abdullayev révén első olimpiai érmét is megszerezte.

## Érmesek
| Érem  | Versenyző        | Sportág  | Versenyszám        |
| ----- | ---------------- | -------- | ------------------ |
| Ezüst | Namiq Abdullayev | Birkózás | Szabadfogás, 52 kg |

## Atlétika
Férfi
| Versenyző    | Versenyszám | Előfutam | Előfutam | Előfutam | Negyeddöntő | Negyeddöntő | Negyeddöntő | Elődöntő | Elődöntő | Elődöntő | Döntő   | Döntő    |
| Versenyző    | Versenyszám | Idő      | Hely.    | Össz.    | Idő         | Hely.       | Össz.       | Idő      | Hely.    | Össz.    | Idő     | Helyezés |
| ------------ | ----------- | -------- | -------- | -------- | ----------- | ----------- | ----------- | -------- | -------- | -------- | ------- | -------- |
| Arif Axundov | 100 m       | 11,11    | 7.       | 97.      | kiesett     | kiesett     | kiesett     | kiesett  | kiesett  | kiesett  | kiesett | kiesett  |

| Versenyző        | Versenyszám | Selejtező | Selejtező | Döntő    | Döntő    |
| Versenyző        | Versenyszám | Eredmény  | Helyezés  | Eredmény | Helyezés |
| ---------------- | ----------- | --------- | --------- | -------- | -------- |
| Vasif Əsadov     | Hármasugrás | 16,21 m   | 27.       | kiesett  | kiesett  |
| Aleksey Fatyanov | Hármasugrás | 16,14 m   | 31.       | kiesett  | kiesett  |

Női
| Versenyző        | Versenyszám | Előfutam | Előfutam | Előfutam | Negyeddöntő | Negyeddöntő | Negyeddöntő | Elődöntő | Elődöntő | Elődöntő | Döntő   | Döntő    |
| Versenyző        | Versenyszám | Idő      | Hely.    | Össz.    | Idő         | Hely.       | Össz.       | Idő      | Hely.    | Össz.    | Idő     | Helyezés |
| ---------------- | ----------- | -------- | -------- | -------- | ----------- | ----------- | ----------- | -------- | -------- | -------- | ------- | -------- |
| Elvira Cabbarova | 100 m       | 11,96    | 8.       | 47.      | kiesett     | kiesett     | kiesett     | kiesett  | kiesett  | kiesett  | kiesett | kiesett  |

## Birkózás
Kötöttfogású
| Versenyző      | Versenyszám | 32-es főtábla                  | Nyolcaddöntő      | Negyeddöntő       | Elődöntő          | Vigaszág 2. kör                 | Vigaszág 3. kör                  | Vigaszág 4. kör            | Vigaszág 5. kör   | Vigaszág 6. kör   | Bronz- mérkőzés   | Döntő             | Helyezés |
| Versenyző      | Versenyszám | Ellenfél Eredmény              | Ellenfél Eredmény | Ellenfél Eredmény | Ellenfél Eredmény | Ellenfél Eredmény               | Ellenfél Eredmény                | Ellenfél Eredmény          | Ellenfél Eredmény | Ellenfél Eredmény | Ellenfél Eredmény | Ellenfél Eredmény | Helyezés |
| -------------- | ----------- | ------------------------------ | ----------------- | ----------------- | ----------------- | ------------------------------- | -------------------------------- | -------------------------- | ----------------- | ----------------- | ----------------- | ----------------- | -------- |
| Tahir Zahidov  | 48 kg       | Oleg Kutscherenko (GER) · 0–10 |                   |                   |                   | Abdalláh el-Izáni (YEM) · 11–0  | Francesco Costantino (ITA) · 0–5 | kiesett                    | kiesett           | kiesett           | kiesett           |                   | 14.      |
| Vilayət Ağayev | 57 kg       | Sheng Zetian (CHN) · 4–5       |                   |                   |                   | Stanisław Pawłowski (POL) · 4–3 | Agaszi Manukján (ARM) · 7–2      | Luis Sarmiento (CUB) · 0–1 | kiesett           | kiesett           | kiesett           |                   | 10.      |

Szabadfogású
| Versenyző           | Versenyszám | 32-es főtábla                             | Nyolcaddöntő                  | Negyeddöntő                      | Elődöntő                           | Vigaszág 2. kör                | Vigaszág 3. kör             | Vigaszág 4. kör                   | Vigaszág 5. kör               | Vigaszág 6. kör                      | Bronz- mérkőzés                                            | Döntő                         | Helyezés |
| Versenyző           | Versenyszám | Ellenfél Eredmény                         | Ellenfél Eredmény             | Ellenfél Eredmény                | Ellenfél Eredmény                  | Ellenfél Eredmény              | Ellenfél Eredmény           | Ellenfél Eredmény                 | Ellenfél Eredmény             | Ellenfél Eredmény                    | Ellenfél Eredmény                                          | Ellenfél Eredmény             | Helyezés |
| ------------------- | ----------- | ----------------------------------------- | ----------------------------- | -------------------------------- | ---------------------------------- | ------------------------------ | --------------------------- | --------------------------------- | ----------------------------- | ------------------------------------ | ---------------------------------------------------------- | ----------------------------- | -------- |
| Namiq Abdullayev    | 52 kg       | Lou Rosselli (USA) · 7–0                  | Szaszajama Hideo (JPN) · 11–0 | Adkhamdzhon Akhilov (UZB) · 11–0 | Gholam Reza Mohammadi (IRI) · 10–0 |                                |                             |                                   |                               |                                      |                                                            | Valentin Jordanov (BUL) · 3–4 |          |
| Arif Abdullayev     | 57 kg       | Mohammad Talaei (IRI) · 1–4               |                               |                                  |                                    | Aszlanbek Fidarov (UKR) · 11–0 | Nazim Alidjanov (MDA) · 4–3 | Harun Doğan (TUR) · 1–3           | kiesett                       | kiesett                              | kiesett                                                    |                               | 10.      |
| Elşad Allahverdiyev | 68 kg       | Fórizs János (HUN) · 3–0                  | Hvang Cshangho (KOR) · 3–5    |                                  |                                    |                                | Küllo Kõiv (EST) · 1–5      | kiesett                           | kiesett                       | kiesett                              | kiesett                                                    |                               | 14.      |
| Məmmədsalam Haciyev | 74 kg       | Pak Csangszun (Park Jang-Sun) (KOR) · 1–4 |                               |                                  |                                    | Magomed Kuruglijev (KAZ) · 4–0 | Ritter Árpád (HUN) · 3–2    | Alberto Rodríguez (CUB) · 6–2     | Alexander Leipold (GER) · 0–3 |                                      | A 7. helyért · Victor Peicov (MDA) · mérkőzés nélkül       |                               | 8.       |
| Mogamed Ibragimov   | 82 kg       | Elmagyi Zsabrailov (KAZ) · 1–4            |                               |                                  |                                    | Aleksandr Savko (BLR) · 5–0    | Nicolae Ghiţă (ROU) · 5–3   | Avtandil Gogolishvili (GEO) · 6–4 | Les Gutches (USA) · 3–2       | Amir Reza Khadem Azgadhi (IRI) · 0–3 | Az 5. helyért · Elmagyi Zsabrailov (KAZ) · mérkőzés nélkül |                               | 5.       |
| Davud Məhəmmədov    | 100 kg      | Abbas Jadidi (IRI) · 0–4                  |                               |                                  |                                    | Shkelqim Troplini (ALB) · 10–0 | Arawat Sabejew (GER) · 1–3  | kiesett                           | kiesett                       | kiesett                              | kiesett                                                    |                               | 11.      |

## Cselgáncs
Férfi
| Versenyző      | Versenyszám | Selejtező         | 32-es főtábla            | Nyolcaddöntő            | Negyeddöntő       | Elődöntő          | Vigaszág első kör | Vigaszág negyeddöntő | Vigaszág elődöntő | Bronz- mérkőzés   | Döntő             | Helyezés |
| Versenyző      | Versenyszám | Ellenfél Eredmény | Ellenfél Eredmény        | Ellenfél Eredmény       | Ellenfél Eredmény | Ellenfél Eredmény | Ellenfél Eredmény | Ellenfél Eredmény    | Ellenfél Eredmény | Ellenfél Eredmény | Ellenfél Eredmény | Helyezés |
| -------------- | ----------- | ----------------- | ------------------------ | ----------------------- | ----------------- | ----------------- | ----------------- | -------------------- | ----------------- | ----------------- | ----------------- | -------- |
| Nazim Hüseynov | Légsúly     | erőnyerő          | Jorge Lencina (ARG) · GY | Ricardo Acuña (MEX) · V | kiesett           | kiesett           |                   |                      |                   |                   |                   | 17.      |

Női
| Versenyző          | Versenyszám | Selejtező         | Nyolcaddöntő               | Negyeddöntő       | Elődöntő          | Vigaszág első kör       | Vigaszág negyeddöntő   | Vigaszág elődöntő         | Bronz- mérkőzés   | Döntő             | Helyezés |
| Versenyző          | Versenyszám | Ellenfél Eredmény | Ellenfél Eredmény          | Ellenfél Eredmény | Ellenfél Eredmény | Ellenfél Eredmény       | Ellenfél Eredmény      | Ellenfél Eredmény         | Ellenfél Eredmény | Ellenfél Eredmény | Helyezés |
| ------------------ | ----------- | ----------------- | -------------------------- | ----------------- | ----------------- | ----------------------- | ---------------------- | ------------------------- | ----------------- | ----------------- | -------- |
| Zülfiyyə Hüseynova | Könnyűsúly  | erőnyerő          | Isabel Fernández (ESP) · V |                   |                   | Narelle Hill (AUS) · GY | Pekli Mária (HUN) · GY | Marisabel Lomba (BEL) · V | kiesett           |                   | 7.       |

## Műugrás
Férfi
| Versenyző       | Versenyszám        | Selejtező | Selejtező | Elődöntő | Elődöntő | Döntő   | Döntő    |
| Versenyző       | Versenyszám        | Pont      | Helyezés  | Pont     | Helyezés | Pont    | Helyezés |
| --------------- | ------------------ | --------- | --------- | -------- | -------- | ------- | -------- |
| Emin Cəbrayilov | Egyéni toronyugrás | 294,93    | 27.       | kiesett  | kiesett  | kiesett | kiesett  |

## Ökölvívás
| Versenyző       | Versenyszám     | Selejtező                          | Nyolcaddöntő             | Negyeddöntő                 | Elődöntő          | Döntő             | Helyezés |
| Versenyző       | Versenyszám     | Ellenfél Eredmény                  | Ellenfél Eredmény        | Ellenfél Eredmény           | Ellenfél Eredmény | Ellenfél Eredmény | Helyezés |
| --------------- | --------------- | ---------------------------------- | ------------------------ | --------------------------- | ----------------- | ----------------- | -------- |
| İlham Kərimov   | Félnehézsúly    | Ismael Koné (SWE) · 3–22           | kiesett                  | kiesett                     | kiesett           | kiesett           | 17.      |
| Ədalət Məmmədov | Szupernehézsúly | Petr Horáček (CZE) · RSC (sérülés) | Josue Blocus (FRA) · RSC | Duncan Dokiwari (NGR) · RSC | kiesett           | kiesett           | 8.       |

RSC - a mérkőzésvezető megállította a mérkőzést

## Sportlövészet
Férfi
| Versenyző      | Versenyszám | Selejtező | Selejtező | Döntő   | Döntő    |
| Versenyző      | Versenyszám | Pont      | Helyezés  | Pont    | Helyezés |
| -------------- | ----------- | --------- | --------- | ------- | -------- |
| Valeri Timoxin | Skeet       | 116       | 38.***    | kiesett | kiesett  |

Női
| Versenyző     | Versenyszám   | Selejtező | Selejtező | Döntő   | Döntő    |
| Versenyző     | Versenyszám   | Pont      | Helyezés  | Pont    | Helyezés |
| ------------- | ------------- | --------- | --------- | ------- | -------- |
| İradə Aşumova | Légpisztoly   | 381       | 10.***    | kiesett | kiesett  |
| İradə Aşumova | Sportpisztoly | 576       | 15.****   | kiesett | kiesett  |

## Súlyemelés
| Versenyző      | Versenyszám | Szakítás                 | Szakítás                 | Lökés    | Lökés    | Összesen | Helyezés |
| Versenyző      | Versenyszám | Eredmény                 | Helyezés                 | Eredmény | Helyezés | Összesen | Helyezés |
| -------------- | ----------- | ------------------------ | ------------------------ | -------- | -------- | -------- | -------- |
| Asif Məlikov   | 59 kg       | érvényes kísérlet nélkül | érvényes kísérlet nélkül | kiesett  | kiesett  | kiesett  | kiesett  |
| Tofiq Heydərov | 83 kg       | 150,0                    | 12.*                     | 180,0    | 11.*     | 330,0    | 11.      |

* - másik versenyzővel azonos eredményt ért el

## Úszás
Férfi
| Versenyző    | Versenyszám | Előfutam | Előfutam | Előfutam | Döntő   | Döntő   | Döntő   | Helyezés |
| Versenyző    | Versenyszám | Idő      | Hely.    | Össz.    | Típus   | Idő     | Hely.   | Helyezés |
| ------------ | ----------- | -------- | -------- | -------- | ------- | ------- | ------- | -------- |
| Emin Quliyev | 50 m gyors  | 25,23    | 8.       | 59.      | kiesett | kiesett | kiesett | kiesett  |

## Vívás
Férfi
| Versenyző      | Versenyszám  | Selejtező                         | 32-es főtábla     | Nyolcaddöntő      | Negyeddöntő       | Elődöntő          | Bronz- mérkőzés   | Döntő             | Helyezés |
| Versenyző      | Versenyszám  | Ellenfél Eredmény                 | Ellenfél Eredmény | Ellenfél Eredmény | Ellenfél Eredmény | Ellenfél Eredmény | Ellenfél Eredmény | Ellenfél Eredmény | Helyezés |
| -------------- | ------------ | --------------------------------- | ----------------- | ----------------- | ----------------- | ----------------- | ----------------- | ----------------- | -------- |
| Elxan Məmmədov | Kard, egyéni | Volodimir Kaljuzsnij (UKR) · 5–15 | kiesett           | kiesett           | kiesett           | kiesett           | kiesett           | kiesett           | 40.      |